# Прохорова, Ольга Николаевна (лингвистка)
Ольга Николаевна Прохорова (род. 1954) ― советский и российский учёный в области лингвистики, доктор филологических наук, профессор, директор института межкультурной коммуникации и международных отношений Белгородского государственного национального исследовательского университета (с 2009 года), Почётный работник высшего профессионального образования Российской Федерации, член-корреспондент Петровской академии наук и искусств (1999).

## Биография
Ольга Николаевна Прохорова родилась в 1954 году. В 1977 году завершила обучение в Белгородском государственном педагогическом институте имени М. С. Ольминского, получила специальность учитель английского и немецкого языков. Первым её рабочим местом стала должность секретаря комсомольской организации в городском профессионально-техническом училище № 20 города Белгорода. В 1978 году начала работать в Белгородском государственном университете на кафедре иностранных языков, а в 1994 году перешла трудиться доцентом на кафедру английского языка. С 1995 года по 2009 годы занимала должность заведующей кафедрой английского языка; с 1998 по 2009 годы стала совмещать две должности — заведующей кафедрой английского языка и декана факультета РГФ.
В 2009 году была назначена на должность директора института межкультурной коммуникации и международных отношений Белгородского государственного национального исследовательского университета.
В 1988, при Ленинградском государственном педагогическом институте им. А. И. Герцена по окончании очной аспирантуры, успешно защитила диссертацию на соискание степени кандидата филологических наук, на тему: «Предложение с составным сказуемым, включающим именной модусный компонент». С 1991 по 1994 проходила обучение в докторантуре при Российском государственном педагогическом университете им. А. И. Герцена. В 1995 году успешно прошла защита её докторской диссертации на тему: «Синтаксис связанных структур, образованных по типу комплексов».
Активный участник научного сообщества. Работает заместителем председателя совета по защите кандидатских и докторских диссертаций по специальностям «Германские языки», «Теория языка», «Русский язык» при Белгородском государственном национальном исследовательском университете, является председателем Ассоциации учителей английского языка Белгородской области. Постоянно проходила различные научные и учебные стажировки: 1997 — в Англии, 2003 — в США, 2002, 2008 — в Германии.
Является автором более 100 публикаций, в том числе монографий и пособий. С её непосредственным участием успешно защитились 33 аспиранта и 1 докторант.

## Награды
Заслуги отмечены званиями и наградами:
- Почётный работник высшего профессионального образования Российской Федерации (2005 г.).

## Монографии и работы
- Вишнякова О. Д., Прохорова О. Н., Чекулай И. В., под общ ред Александровой О. В. Базовые ценности американской культуры. The Basic values of American Culture: Privacy. Москва, 2013, с.112.
- Вишнякова О. Д., Прохорова О. Н., Пупынина Е. В. Privacy as a Fundamental Right in American Culture / PRIVACY как базовая ценность американской культуры: учеб. пособие для студентов гуманитарных специальностей. Москва, 2010.
- Вишнякова О. Д., Прохорова О. Н., Ромашина О. Ю., Яценко Ю. И. American Families /American Potpourri. An American Studies ELT Series. (учебное пособие). Сетевой ресурс www.usembassy.ru/english.
- Прохорова О. Н. Дискурсивные стратегии портретирования иммигрантов и механизмы их осуществления (Межкультурная коммуникация и сопоставительное изучение языков). В журнале Вестник Волгорадского гос.ун-та, серия лингвистика, № 2, 2018, с. 90-95
- Прохорова О. Н. Комбинаторные особенности адъективных лексем в современном пространстве языке. В журнале Научный результат. Вопросы теоретической и прикладной лингвистики, № 4, Белгород, 2018.